# كلادينة خضراء
كلادينة خضراء (الاسم العلمي:Caladenia viridescens) هي نوع من النباتات تتبع جنس الكلادينة من الفصيلة السحلبية.